# 올리브나인
올리브나인(olive9)은 드라마 제작/컨텐츠 제작, 미디어 채널 서비스 운영, 매니지먼트 사업 등을 하고 있는 엔터테인먼트 기업이다.
올리브나인은 드라마, 예능 정보 프로그램, 영화 등의 컨텐츠를 제작한다. 그 외 각종 수익 사업을 하고 있다.
2006년 매출은 약 279억 원이다. 2006년 영업이익은 약 69억 원 적자, 순이익 항목은 약 109억 원 적자이다. KT가 지분 19.8%를 갖고 있다.
그러다가 2010년 파산되었다.
한편, 유재석 이휘재 등이 속했던 지패밀리가 해당 회사를 인수하기도 했으며 이 과정에서 올리브나인은 최대주주 변경 등의 절차를 통해 드라마 제작과 엔터테인먼트 투자사로 변신했으나 유재석 이휘재 등이 회사를 떠난 뒤 드라마 제작 겸 배우 전문 매니지먼트 업체로 변경됐다.

## 올리브나인 제작 작품

### KBS
2006년
- 위대한 유산
- 미스터 굿바이
- 황진이

2007년
- 헬로! 애기씨
- 마왕

2008년
- 쾌도 홍길동
- 최강칠우

### 2010년
- 파스타

### 2009년
- 사랑은 아무나 하나(SBS 드라마)
- 스타의 연인
- 왕과 나
- 황금신부
- 주몽 (현) 초록뱀미디어 제작

### 2005년
- 그린 로즈
- 불량 주부
- 프라하의 연인

## 소속 연예인 (주요 인물)
- 최지우[4][5]
- 신현준
- 강성연
- 오윤아
- 채림
- 손현주
- 황수정
- 박광현
- 안정훈
- 정태우
- 이주현
- 김진수
- 문천식
- 이혜은
- 곽지민
- 하용진
- 최필립
- 박진아
- 인성
- 손성윤
- 오수민
- 심은진